# Falso bersaglio
Falso bersaglio (titolo originale Upp till toppen av berget) è un romanzo giallo dello scrittore svedese Arne Dahl (pseudonimo di Jan Lennart Arnald) pubblicato in Svezia nel 2000.
È il terzo romanzo dello scrittore svedese pubblicato sotto il suo pseudonimo, terzo libro della serie del "Gruppo A".
La prima edizione del romanzo è stata pubblicata nell'anno 2011 da Marsilio.

## Trama
A seguito del fallimento nella cattura del Killer del Kentucky, il "Gruppo A" viene sospeso. Di conseguenza Paul Hjelm e la sua compagna Kerstin Holm si ritrovano ad occuparsi di quello che sembra un banale caso. Infatti, in seguito ad una partita di calcio persa dai padroni di casa, un giovane tifoso viene ucciso al Kvarnen, un locale di Stoccolma in cui si ritrovano i supporters della squadra. Si pensa subito ad uno scontro tra tifoserie rivali, ma la verità sarà ben altra. In seguito a quell'omicidio si scopre che alcuni testimoni hanno qualcosa da nascondere e, nel frattempo, viene colpita da alcuni crimini una delle più famose bande della malavita. Il "Gruppo A" verrà così ricostituito, sempre sotto la direzione di Jan-Olov Hultin, cercando di porre un freno all'esplosione di violenza scoppiata nel sud della Svezia, muovendosi tra criminali provenienti dai Balcani e gruppi neonazisti. 

## Edizioni
- Arne Dahl, Falso bersaglio, traduzione di Carmen Giorgetti Cima, Marsilio, 2011. ISBN 978-88-317-0807-4.